# 林祐己
林 祐己（はやし ゆうき、1984年12月22日 - ）は、日本のアニメーター、キャラクターデザイナー。東映アニメーション所属。岡山県出身。

## 来歴
東映アニメーション研究所を経て、東映アニメーションに入社。
2004年の『BECK』で原画デビュー。その後は、東映アニメーション制作の数々の作品で作画監督、原画などを務めている。

## 参加作品

### テレビアニメ
2004年
- BECK（2004年 - 2005年、原画）
- BLEACH（2004年 - 2012年、原画）

2005年
- ゾイドジェネシス（2005年 - 2006年、原画）
- 交響詩篇エウレカセブン（2005年 - 2006年、原画）
- ガイキング LEGEND OF DAIKU-MARYU（2005年 - 2006年、原画）
- ノエインもうひとりの君へ（2005年 - 2006年、原画）

2006年
- ふたりはプリキュア Splash Star（2006年 - 2007年、OP原画）
- 怪 〜ayakashi〜（原画）
- BLACK LAGOON（原画）
- 祝!(ハピ☆ラキ)ビックリマン（2006年 - 2007年、原画）
- BLACK LAGOON The Second Barrage（原画）

2007年
- 日本偉人大賞（作画監督）
- 天元突破グレンラガン（原画）
- モノノ怪（原画）
- 電脳コイル（原画）

2008年
- 墓場鬼太郎（原画）
- Yes!プリキュア5GoGo!（2008年 - 2009年、原画、OP原画）
- 亡念のザムド（2008年 - 2009年、原画）
- キャシャーンSins（2008年 - 2009年、原画）

2009年
- 鉄腕バーディー DECODE:02（原画）
- フレッシュプリキュア!（2009年 - 2010年、原画）
- 君に届け（原画）
- 空中ブランコ（原画）

2010年
- ONE PIECE（2010年 - 2024年、原画、OP原画、作画監督）
- ハートキャッチプリキュア!（2010年 - 2011年、原画、OP原画）

2011年
- トリコ（2011年 - 2014年、作画監督、原画）
- 君に届け 2ND SEASON（原画）
- C（原画）
- ギルティクラウン（2011年 - 2012年、原画）

2012年
- スマイルプリキュア!（2012年 - 2013年、原画）
- 聖闘士星矢Ω（2012年 - 2014年、原画）
- つり球（原画）
- 探検ドリランド（2012年 - 2013年、キャラクターデザイン・作画監督・原画）

2013年
- 探検ドリランド -1000年の真宝-（2013年 - 2014年、作画監督・原画）
- 京騒戯画（キャラクターデザイン・総作画監督・作画監督・原画）

2014年
- 金田一少年の事件簿R（OP原画）
- ハピネスチャージプリキュア!（2014年 - 2015年、原画）
- ONE PIECE “3D2Y” エースの死を越えて! ルフィ仲間との誓い（原画）

2015年
- ドラゴンボール超（2015年 - 2018年、OP原画・原画）
- Go!プリンセスプリキュア（2015年 - 2016年、原画）

2016年
- タイガーマスクW（2016年 - 2017年、原画）

2017年
- 僕のヒーローアカデミア（OP原画・作画監督補佐）
- 血界戦線 & BEYOND（ED作画監督・ED原画・原画）

2020年
- ヒーリングっど♥プリキュア（2020年 - 2021年、OP原画）

2025年
- 真・侍伝YAIBA（OP原画）

### 劇場アニメ
2005年
- 金色のガッシュベル!! メカバルカンの来襲（原画）

2006年
- 劇場版 NARUTO -ナルト- 大興奮!みかづき島のアニマル騒動だってばよ（原画）
- デジモンセイバーズ THE MOVIE 究極パワー! バーストモード発動!（原画）

2007年
- ONE PIECE エピソードオブアラバスタ 砂漠の王女と海賊たち（原画）

2008年
- ONE PIECE THE MOVIE エピソードオブチョッパー+冬に咲く、奇跡の桜（原画）
- 劇場版 NARUTO -ナルト- 疾風伝 絆（原画）
- 劇場版 ゲゲゲの鬼太郎 日本爆裂!!（原画）

2009年
- 映画 プリキュアオールスターズDX みんなともだちっ☆奇跡の全員大集合!（原画）
- サマーウォーズ（原画）
- ONE PIECE FILM STRONG WORLD（作画監督補佐・原画）

2010年
- 映画 プリキュアオールスターズDX2 希望の光☆レインボージュエルを守れ!（原画）
- 映画 ハートキャッチプリキュア! 花の都でファッションショー…ですか!?（作画監督補・原画）

2011年
- 手塚治虫のブッダ -赤い砂漠よ!美しく- （作画監督補佐、原画）
- トリコ 3D 開幕!グルメアドベンチャー!!（原画）

2012年
- 映画 プリキュアオールスターズNewStage みらいのともだち（原画）
- ONE PIECE FILM Z（作画監督補佐・原画）

2014年
- BUDDHA2 手塚治虫のブッダ -終わりなき旅-（原画）

2015年
- ドラゴンボールZ 復活の「F」（作画監督補佐・原画）

2016年
- ONE PIECE FILM GOLD（キャラクターデザイン協力・作画監督）
- ポッピンQ（原画）

2018年
- 映画ドラえもん のび太の宝島（原画）
- 僕のヒーローアカデミア THE MOVIE 〜2人の英雄〜（作画監督・原画）
- ドラゴンボール超 ブロリー（原画）

2019年
- 天気の子（原画）
- 僕のヒーローアカデミア THE MOVIE ヒーローズ:ライジング（チーフ作画監督・原画）

2021年
- 僕のヒーローアカデミア THE MOVIE ワールド ヒーローズ ミッション（キャラクターデザイン補佐・作画監督・原画）

2022年
- すずめの戸締まり（原画）
- ONE PIECE FILM RED（作画監督）

2024年
- 僕のヒーローアカデミア THE MOVIE ユアネクスト（キャラクターデザイン・メイン作画監督・原画・第二原画）

### Webアニメ
2011年
- 京騒戯画（キャラクターデザイン・作画監督）

2012年
- 京騒戯画 第二弾（キャラクターデザイン・作画監督・原画）

2014年
- 美少女戦士セーラームーンCrystal（原画）

2018年
- ロッテ×BUMP OF CHICKEN ベイビーアイラブユーだぜ（キャラクターデザイン・作画監督）

2020年
- ポケモン×BUMP OF CHICKEN スペシャルMV「GOTCHA!」（キャラクターデザイン・作画監督・原画）

### ゲーム
- Yes!プリキュア5 Go Go! 全員しゅ〜Go!ドリームフェスティバル（2008年、新規カット一人原画）